# Harburger TB 1865
Der Harburger Turnerbund von 1865 e. V. ist ein Sportverein aus dem Hamburger Stadtteil Heimfeld. Der Verein bietet insgesamt 32 Sportarten an, darunter, Basketball, Fechten, Fußball, Handball, Leichtathletik, Tanz, Tennis, Tischtennis, Kampfsport und Turnen.

## Geschichte

### Von der Gründung zur deutschen Schlagballmeisterschaft
Der Harburger TB 1865 wurde am 6. September 1865 durch den Zusammenschluss der Harburger Turnerschaft 1858 und des Männerturnvereins 1861 Harburg gegründet. Zu den ersten Maßnahmen gehörte der Bau einer Turnhalle im Gründungsjahr, die ohne Fußboden, Deckenverschalung und Heizung gebaut wurde. Diese wurde 1879 durch die Stadt Harburg übernommen und für den Schulsport zweckmäßig ausgebaut. 1883 spaltete sich der Männer Turnverein 1883 Harburg ab. 1896 erfolgte die Errichtung einer neuen Turnhalle durch die Stadt und 1907 erwarb der Verein schließlich an der Jahnhöhe das heutige Vereinsgelände.
1910 entstanden im HTB Abteilungen für Fechten und Fußball. 1913 wurde die Schlagball-Mannschaft des HTB beim Deutschen Turnfest in Leipzig Deutscher Meister im Schlagball. Damit hätten die Harburger Deutschland bei den Olympischen Spielen 1916, die wegen des Ersten Weltkrieges jedoch nicht stattfanden, vertreten.

### Reinliche Scheidung und Gründung des SV Harburg
1921 erfolgte die Gründung der Handballabteilung. 1924 gründen schließlich Mitglieder des MTV 1883 den Sportverein Harburg. Damit setzen sie die „reinliche Scheidung“ zwischen der Deutschen Turnerschaft und den übrigen Sportverbänden um. Fußball, Handball und Faustball wurden fortan beim SVH im Rahmen der Wettbewerbe der jeweiligen Sportfachverbände ausgetragen. Mitglieder des Harburger TB versuchten, mit Gründung des kurzlebigen Fußballvereins FC Schwarz-Weiß 1924 Harburg weiter im NSV zu spielen, was aber nach Ende der Herbstserie vom Hauptverein unterbunden wurde. Stat dessen gab es auch weiterhin eine Fußballabteilung im HTB, die nur an den Wettbewerben der Deutschen Turnerschaft teilnahm, aber 1928 immerhin die deutsche Meisterschaft der Turner gewann. 1930, nach Ende der reinlichen Scheidung, kehrten die HTB-Fußballer in den DFB und NSV zurück, stieg aber umgehend in die Kreisklasse ab. Währenddessen gelang den Fußballern des SV Harburg 1929 und 1931 jeweils die Qualifikation für die Endrunde um die norddeutsche Meisterschaft. Zur Mannschaft gehörte 1931 auch Rudolf „Rudi“ Noack, der gleich anschließend zum Hamburger SV wechselte und später für die Nationalmannschaft spielte.
Noch vor dem Beginn der nationalsozialistischen Herrschaft in Deutschland war, siehe oben, 1930 die Trennung zwischen Turnern und Sportlern per Vertrag aufgehoben worden. Der SV Harburg kehrte 1934 in den Stammverein zurück, der seit 1927 um eine Tennisabteilung erweitert worden war. An den Erfolg des SVH konnten die Fußballer jedoch nicht anknüpfen. Im Verein, der weiter den Idealen der Turnbewegung verpflichtet blieb, spielten sie nur eine Nebenrolle und stiegen 1939 vorübergehend in die Kreisklasse ab, die dann kriegsbedingt zur tiefsten Spielklasse wurde.

### Fußballer in der Oberliga Nord
Mit dem Neubeginn nach dem Zweiten Weltkrieg begannen Turner und Sportler im HTB zu kooperieren und für die Fußballer begann die erfolgreichste Phase der Vereinsgeschichte. Als am Ende der Verbandsligasaison 1948/49 die Teilnahme an der Aufstiegsrunde für die erstklassige Oberliga Nord anstand, wurde mit Walter Risse ein erfahrener Trainer verpflichtet. Schließlich setzte sich der HTB im Entscheidungsspiel gegen den punktgleichen Itzehoer SV vor 20.000 Zuschauern im Millerntor-Stadion mit 4:1 durch. Dank der Unterstützung eines Sponsors konnte daraufhin auch die Infrastruktur verbessert werden und es entstand ein Umkleidegebäude. Dennoch war der eigene Platz an der Jahnhöhe nicht oberligatauglich und der HTB musste auf das Stadion Winsener Straße von Viktoria Harburg ausweichen. Die erste Oberligasaison beendete der HTB als chancenloser Tabellenletzter mit nur drei Siegen und 25 Niederlagen; er zog es vor, mehrere „Heim-“Spiele auf den Plätzen der Gegner auszutragen und Trainer Risse ging schon während der Saison zum FC St. Pauli, wohin ihm alsbald Otmar Sommerfeld folgte, ein neuer Stern, der in dieser Spielzeit aufging und zum Rekordspieler der Oberliga Nord werden sollte. Daraufhin zerfiel das bisherige Team, doch in der Verbandsliga gelang es Trainer Morgenstern schnell, eine neue leistungsfähige Mannschaft aufzubauen. 1952 gelang erneut der Aufstieg in die Oberliga. Dies bedeutete erneut den Umzug an die Winsener Straße, während parallel dazu die Jahnhöhe ausgebaut und oberligatauglich gemacht wurde. Die Spielzeiten 1952/53 und 1953/54 schlossen die Harburger jeweils als 14. ab. Dabei stießen sie auch auf gestiegenes Zuschauerinteresse. Betrug der Schnitt beim ersten Auftritt in der Oberliga 1949/50 noch 4.433, kamen 52/53 5.966 und 53/54 sogar 6.266 Zuschauer im Schnitt. Der größte Erfolg für die Mannschaft um Edmund Adamkiewicz, Erich Rohrschneider und Torhüter Heinz Mahnke war ein 1:0-Sieg gegen den Hamburger SV am 7. Februar 1954. Zur Saison 1954/55 konnte das Team dann endlich im neuen Stadion an der Jahnhöhe spielen. Doch es gelangen vor im Schnitt 5.466 Zuschauern nur drei Siege und am Ende stieg der HTB als Tabellenletzter ab.

### Keine Rückkehr in die Erstklassigkeit
Während der Höhenflüge der Fußballabteilung kamen weitere Sportarten zum Verein. Die Tischtennisabteilung spielte nach dem Zweiten Weltkrieg sowohl bei den Damen, als auch bei den Herren in der Stadtliga, der damals höchsten Spielklasse. 1952 wurde eine Judoabteilung gegründet, 1954 kommt der Schwimmsport hinzu und 1955 entsteht die Hockeyabteilung. Die weiteren Ausbaumaßnahmen der Jahnhöhe galten dann auch anderen Sportarten. So entstanden in den 1950er Jahren weitere Tennisplätze und für die Leichtathleten eine Sprunganlage. Dennoch standen auch die Fußballer mehrmals vor der Rückkehr in die Oberliga. Vor allem dank einer erfolgreichen Jugendarbeit gelang 1956, 1959, 1960 und 1961 die Teilnahme an der Aufstiegsrunde zur Oberliga. Dreimal qualifizierte man sich als Vizemeister und 1961 sogar als Meister der Landesliga Hamburg. Doch man verpasste jeweils die Qualifikation für die Oberliga und danach auch den Anschluss an die oberen Tabellenplätze. 1962 wurde man nur 11. und 1963 lediglich Tabellenfünfter. Ohnehin galt die Aufmerksamkeit in dieser Zeit der Beseitigung der Schäden der Sturmflut 1962, die weite Teile Harburgs verwüstet hatte. Die eigenen Sportanlagen waren zwar nicht betroffen, doch half der Turnerbund den Sportlern von Viktoria Harburg und Wilhelmsburg 09.

### Gescheiterte Fusion
Mit der Einführung der Bundesliga rutschten die Harburger Fußballer in die Drittklassigkeit ab. Auch der Aufstieg in die nunmehr zweitklassige Regionalliga Nord gelang nicht. Stattdessen erfolgte 1968 der Abstieg in die viertklassige Verbandsliga Hansa. 1970 verhandelte der Vorstand des HTB zusammen mit der Turnerschaft Harburg, dem TuS Harburg und dem Hamburger Industrieunternehmen Phoenix AG über die Bildung eines Großvereins unter dem Namen SC Phoenix von 1865. Doch Mitglieder verweigerten die notwendige Mehrheit für eine Umbenennung trotz grundsätzlicher Bereitschaft zur Fusion. Anschließend sagte auch die Phoenix AG der Fusion ab, womit das Projekt eines Großvereins mit direkter Bindung an ein Großunternehmen wie z. B. bei Bayer 04 Leverkusen scheiterte.
Die Fußballer erlebten in der Verbandsliga Hansa bzw. Hammonia – die Staffeln werden durch den Hamburger Fußball-Verband immer wieder neu eingeteilt – durch die Gründung der 2. Bundesliga erneut eine Abstufung durch eine Ligareform und waren ab 1974 nur noch fünftklassig. Im selben Jahr schloss sich die Leichtathletikabteilung mit den Leichtathleten der Turnerschaft Harburg und des TV Meckelfeld zur LG Harburg zusammen.

### Fußballer zwischen Viert- und Fünftklassigkeit
1977 gelang den Fußballern erstmals seit 1952 wieder ein Aufstieg. Der Sprung in die Verbandsliga Hamburg bedeutete jedoch nur die Rückkehr in die Viertklassigkeit. Dort konnte man sich jedoch nur bis 1980 halten und kehrte lediglich 1983/84 für ein kurzes Intermezzo in die Verbandsliga zurück. Derweil hatte der Hauptverein durch die Gründung einer Freizeitsportabteilung 1976 den Breitensport weiter ausgebaut. Die Hauptsorge des Vereins galt in diesen Jahren vor allem dem Erhalt der kostenintensiven Sportanlagen an der Jahnhöhe und der Beantragung von Mitteln für die Beschäftigung hauptamtlicher Sportlehrer im Rahmen von Arbeitsbeschaffungsmaßnahmen. Zudem widmete sich der HTB mit der Austragung verschiedener Feste der Unterstützung der Aktion Sorgenkind.
Ab den späten 1980er Jahren bildete sich für die Fußballer ein Förderkreis aus lokalen Unternehmen, deren Ziel die Rückkehr zum „erstklassigen Fußball“ war. Immerhin gelang 1992 nach acht Jahren Fünftklassigkeit in der Landesliga die Rückkehr in die Verbandsliga. Zwei Jahre später kehrte der Verein 1994 sogar in die Oberliga zurück. Doch diese war inzwischen nur noch viertklassig, nachdem im selben Jahr die Regionalliga als neue dritte Spielklasse gegründet wurde. Die neue Regionalliga Nord war jedoch deckungsgleich mit der bisherigen Oberliga Nord, da der Norddeutsche Fußball-Verband als einziger Regionalverband nicht über mehrere Oberligen verfügte. Dafür wurden als neuer Unterbau für die Regionalliga Nord die Oberliga Hamburg/Schleswig-Holstein sowie die Oberliga Niedersachsen/Bremen gebildet. Für die Qualifikation zur neugebildeten Oberliga Hamburg/Schleswig-Holstein genügte so ein sechster Platz in der Verbandsliga.
In der neuen Oberliga waren die Harburger sportlich zwar relativ erfolgreich, auch wenn der siebte Tabellenplatz zum Abschluss der ersten Saison 1994/95 gleich die beste Platzierung war. Doch das Zuschauerinteresse war mit einem Schnitt zwischen 269 (1995/96) und 176 Zuschauern (1999/2000) sehr gering. Der Gesamtverein war weiterhin vor allem mit dem Erhalt der wirtschaftlichen Leistungskraft des Vereins und der großen Sportanlagen beschäftigt. Die Erfolge der Fußballer wurden eher als Randerscheinung notiert. In dieser Abteilung brach 1999 Chaos aus, als sich Trainer, Co-Trainer und der erfolgreichste Stürmer mit dem Abteilungsvorstand überwarfen und zum 1. SC Norderstedt wechselten. Der neue Mäzen und Manager Rainer Wasielke wollte den Aufstieg in die Regionalliga anstreben und das Stadion Jahnhöhe ausbauen. Er erhielt jedoch vom Vorstand keine Unterstützung, da dieser sein Konzept für zu kostspielig hielt und trat im November 2000 als Manager zurück. Kurz darauf zog der HTB am 11. Dezember 2000 mit sofortiger Wirkung seine Mannschaft aus der Oberliga zurück.
Während viele andere Vereine eine Einstufung des HTB in einer niedrigen Spielklasse forderten, erlaubte der Hamburger Fußballverband den Start in der Verbandsliga. Wasielke kehrte als Trainer zurück und holte zahlreiche Spieler an die Jahnhöhe, darunter fünf Brasilianer. So gewann der HTB 2003 souverän die Verbandsligameisterschaft. Doch statt der Rückkehr in die Oberliga, für die sich der HTB sportlich qualifiziert hatte, zog man sich zurück und startete zur Saison 2003/04 in der Kreisliga 1. Mit dem Rückzug aus der Verbandsliga 2003 setzte der Verein verstärkt auf die eigene Jugend, die zu diesem Zeitpunkt jedoch in den älteren Segmenten nicht besetzt war.
In der Saison 2006/07 stieg man aus der Kreisliga 1 ab und spielte nun in der neuntklassigen Kreisklasse 3. Die dort 2008/09 mit vorwiegend eigenem Nachwuchs erreichte Vizemeisterschaft berechtigte zum Wiederaufstieg in die Kreisliga. Dort belegte man in der Spielzeit 2009/10 auf Anhieb Platz 2 und stieg somit zum zweiten Mal in Folge, diesmal in die Bezirksliga Süd, auf. 2017 gelang der Aufstieg in die Landesliga. Im Jahre 2008 wurde die vereinseigene Anlage durch Veräußerung von Bauland mit 2 Kunstrasenfeldern und einem neuen Clubhaus grundlegend modernisiert und das Gelände in 'Sportpark Jahnhöhe' umbenannt.
Auch der 2. Mannschaft gelang zur Saison 2011/12 der Aufstieg in die Kreisliga 1, die mühsam gehalten werden konnte. Die Tischtennisabteilung besteht in der Spielzeit 2022/23 aus fünf Herren-Mannschaften, deren erste in der 1. Bezirksliga aktiv ist.

### Ligazugehörigkeit der Fußballabteilung in der Übersicht
| Zeitraum            | Liganame                                                        | Spielklasse                                 |
| ------------------- | --------------------------------------------------------------- | ------------------------------------------- |
| 1922–1924           | Bezirksliga Nordhannover                                        | erstklassig                                 |
| 1924–1929 (als SVH) | Bezirksliga Nordhannover                                        | erstklassig                                 |
| 1929–1933 (als SVH) | Oberliga Nordhannover                                           | erstklassig                                 |
| 1933/34 (als SVH)   | Fußball-Bezirksklasse Groß-Hamburg                              | zweitklassig                                |
| 1934–1937           | Fußball-Bezirksklasse Hannover-Nord                             | zweitklassig                                |
| 1937–1939           | Fußball-Bezirksklasse Groß-Hamburg                              | zweitklassig                                |
| 1939/40             | 1. Kreisklasse                                                  | drittklassig                                |
| 1940/41             | 2. Klasse                                                       | drittklassig                                |
| 1941–45             | 1. Klasse Groß-Hamburg                                          | zweitklassig                                |
| 1945–1947           | ???                                                             | ???                                         |
| 1947–1949           | Verbandsliga Elbe                                               | zweitklassig                                |
| 1949–1950           | Oberliga Nord                                                   | erstklassig                                 |
| 1950–1952           | Verbandsliga Hamburg                                            | zweitklassig                                |
| 1952–1955           | Oberliga Nord                                                   | erstklassig                                 |
| 1955–1963           | Landesliga Hamburg                                              | zweitklassig                                |
| 1963–1968           | Landesliga Hamburg                                              | drittklassig (Wegen Ligareform)             |
| 1968–1970           | Verbandsliga Hansa                                              | viertklassig                                |
| 1970–1977           | Landesliga Hammonia bzw. Hansa (Wechselnde Staffeleinteilungen) | viert- bzw. fünftklassig (Wegen Ligareform) |

| Zeitraum  | Liganame                            | Spielklasse                     |
| --------- | ----------------------------------- | ------------------------------- |
| 1977–1980 | Verbandsliga Hamburg                | viertklassig                    |
| 1980–1983 | Landesliga Hammonia                 | fünftklassig                    |
| 1983–1984 | Verbandsliga Hamburg                | viertklassig                    |
| 1984–1992 | Landesliga Hammonia                 | fünftklassig                    |
| 1992–1994 | Verbandsliga Hamburg                | viertklassig                    |
| 1994–2001 | Oberliga Hamburg/Schleswig-Holstein | viertklassig (Wegen Ligareform) |
| 2001–2003 | Verbandsliga Hamburg                | fünftklassig                    |
| 2003–2007 | Kreisliga 1                         | achtklassig                     |
| 2007–2009 | Kreisklasse 3                       | neuntklassig                    |
| 2009–2010 | Kreisliga 1                         | achtklassig                     |
| 2010–2014 | Bezirksliga Süd                     | siebtklassig                    |
| 2014–2015 | Landesliga Hansa                    | sechstklassig                   |
| 2015–2017 | Bezirksliga Süd                     | siebtklassig                    |
| 2017–     | Landesliga Hammonia                 | sechstklassig                   |

## Bekannte Personen

### Spieler
- Edmund Adamkiewicz
- Jens-Peter Fischer
- Igor Matanović
- Jens Matthies
- Henry Peper
- Timo Schultz
- Otmar Sommerfeld

### Trainer
- Friedo Dörfel
- Walter Risse